# Tour della nazionale maschile di rugby a 15 delle Tonga 1957
La nazionale tongana di "rugby a 15" nel 1957 si reca in tour nelle isole Samoa. Due vittorie e un pareggio nei test match.
| Apia luglio 1957 | Samoa | 9 – 22 | Tonga |  |

| Apia luglio 1957 | Samoa | 8 – 13 | Tonga |  |

| Apia luglio 1957 | Samoa | 3 – 3 | Tonga |  |